# Козје стене
Козје стене је назив за гребен и локалитет у режиму заштите I степена у западном делу планине Копаоник.

## Гребен
Гребен Козје стене чине велики стенски блокови висине 100-200m, део су западног гребена у дужини од 1,5km. Козје стене су оријентисане од југа ка северу и у истом смеру им опада и висина, почев од коте 1.557 на југу до 1.341m на северу. Са источне стране у подножју Козјих стена је долина Самоковске реке. Одсек чини чело навлаке где је дошло да навлачења и најахивања две врсте литолошке грађе. Козје стене су изграђене од серпентинита, а у њиховом подножју су карбонатне стене. Најлакши прилаз води од насеља Конаци, 7km преко гребена који повезује Суво рудиште са овим одсеком. Други приступ води од села Паљевштица 2,5km на југ, дуж гребана до Козјих стена. 

## Локалитет
Локалитет Козје стене, површине 471,38ha, налази се у западном делу планине Копаоник, на левој страни клисуре Самоковске реке, обухвата стрме, већим делом вертикалне и стеновите стране у клисури, гребен Козје стене, вис Кукавицу и источне падине брда Јадовник. Значајно вегетацијско обележје овог локалитета је реликатна заједница смрче, јеле и вреса (Erico-Abieto-Piceetum). Испод великог стеновитог гребена, простор је обрастао вегетацијом стена боровнице и субалпске смрче (Piceo subalpinae-Vaccinio Juniperetum), те реликтним шумама смрче и јеле са вресом (Erico-Piceeto-Abietum). Даље се надовезује узан појас шуме смрче, букве и јеле, док се у најнижим деловима, после планинских букових шума (Fagetum montanum), простиру брдске букове шуме (Fagetum субмонтанум).